# مجلس معايير المراجعة (التدقيق)
في الولايات المتحدة، مجلس معايير التدقيق (ASB) هو اللجنة الفنية العليا المعينة من قبل المعهد الأمريكي للمحاسبين القانونيين المعتمدين (AICPA) لإصدار بيانات التدقيق والتصديق ومراقبة الجودة والمعايير والإرشادات للمحاسبين القانونيين المعتمدين (CPAs). لعمليات تدقيق الشركات غير العامة.
تم إنشاؤها في أكتوبر 1978، وتتكون من 19 عضوًا يمثلون مختلف الصناعات والقطاعات، بما في ذلك المحاسبون العموميون والجهات الخاصة والتعليمية والحكومية. ويصدر تصريحات في شكل بيانات وتفسيرات ومبادئ توجيهية، والتي يجب على جميع المحاسبين القانونيين الالتزام بها عند إجراء عمليات التدقيق والشهادات.

## التاريخ

### معايير وصلاحيات التدقيق المسبقة
أصدر المعهد الأمريكي للمحاسبين القانونيين إرشادات للمحاسبين والمراجعين منذ عام 1917، عندما أصدر، بناءً على طلب من لجنة التجارة الفيدرالية الأمريكية وبرعاية مجلس الاحتياطي الفيدرالي، سلسلة من الكتيبات لمجتمع المحاسبة فيما يتعلق بإعداد البيانات المالية والتدقيق (يشار إليها فيما بعد باسم "التحقق" ثم "الفحص" فيما بعد). تم إصدار "التحقق من البيانات المالية"، وهو أول كتيب مخصص حصريًا لتقديم إرشادات لعمليات التدقيق، في عام 1929. وفي فقرته الافتتاحية، قدمت الإرشادات أحد أهم المبادئ الأساسية في التدقيق، حيث نصت على أن "المسؤولية عن مدى (التدقيق) العمل المطلوب يجب أن يتحمله المدقق." 
في عام 1936، قامت المعهد الأمريكي للمحاسبين القانونيين بمراجعة تصريحاتها السابقة وأصدرت فحص البيانات المالية من قبل محاسبين عامين مستقلين، والذي تضمن إرشادات أكثر تفصيلاً حول أداء إجراءات التدقيق لمراجعة حسابات الشركات الصغيرة والمتوسطة الحجم، مع الاستمرار في التأكيد على الحاجة إلى إجراء التدقيق على أساس طبيعة العميل وحجمه وهيكل الرقابة الداخلية الخاص به، من بين سمات أخرى.
في 30 يناير 1939، تم تشكيل اللجنة المعنية بإجراءات التدقيق من قبل المعهد الأمريكي للمحاسبين القانونيين لتقييم ومناقشة وإصدار التوجيهات حصريًا بشأن المسائل المتعلقة بالتدقيق. وتعتبر هذه اللجنة سلف مجلس معايير المراجعة، وكانت أول من أصدر بيانات حول معايير ومبادئ المراجعة لمجتمع المحاسبة العامة.
وفي عام 1941، أصدرت كتيبًا بعنوان "بيانات حول إجراءات المراجعة"، والذي ناقش مسؤولية المراجع في تطبيق الحكم في عمليات المراجعة. وأعقب ذلك سلسلة من التصريحات المرقمة تسمى بيانات إجراءات التدقيق، أو SAP (أسلاف البيانات المتعلقة بمعايير التدقيق)، والتي صدرت في الفترة ما بين عام 1939 حتى أوائل السبعينيات من القرن الماضي ليصبح المجموع 54 تصريحًا لـ SAP. خلال تلك الفترة، طلبت لجنة الأوراق المالية من المحاسبين العموميين أن يدرجوا في تقارير التدقيق المستقلة الخاصة بهم تأكيدًا بأن التدقيق تم إجراؤه وفقًا لمعايير التدقيق المقبولة عمومًا، وأصدرت اللجنة كتيبًا بعنوان معايير التدقيق المقبولة عمومًا - أهميتها ونطاقها اعتماد متطلبات المجلس الأعلى للتعليم. وفي عام 1963، أصدرت اللجنة بيانًا بشأن إجراء المراجعة رقم 33 لتوحيد واستبدال مختلف الإعلانات الصادرة بين عامي 1949 و1963، بما في ذلك الكتيبات والبيانات.
في عام 1972، نفذ المعهد الأمريكي للمحاسبين القانونيين المعتمدين AICPA تغييرات مهمة على ممارسات وضع المعايير من خلال دمج جميع تصريحات التدقيق حتى ذلك التاريخ تحت بيانات معايير التدقيق (SAS)، وأعطت اللجنة لقب اللجنة الفنية العليا المعنية بمسائل التدقيق مع تغيير اسمها إلى اللجنة التنفيذية لمعايير التدقيق. من عام 1972 حتى عام 1978، أصدرت اللجنة التنفيذية SAS المبادئ التوجيهية والقواعد الرسمية للمراجعة (التدقيق)، وأصدرت ما مجموعه عدد 23 من المعايير.

### إنشاء مجلس معايير التدقيق
في أكتوبر 1978، وبعد دراسات مكثفة أجرتها المعهد الأمريكي للمحاسبين القانونيين ولجانها الفرعية، أنشأ مجلس إدارتها مجلس معايير التدقيق باعتباره الهيئة الرسمية القصوى في إنشاء GAAS، وبالتالي توحيد واستبدال جميع اللجان الفنية العليا السابقة. لقد تطلب الأمر من جميع أعضاء AICPA والمحاسبين العامين الالتزام بتصريحات مجلس معايير التدقيق فيما يتعلق بالتدقيق والتصديق ومراقبة الجودة. وسيقوم مجلس معايير التدقيق الآن بتحديد مسؤوليات المدقق وتقديم التوجيه للسماح لهم بإنجاز العمل وإصدار تقرير، من بين أمور أخرى.

### قانون سربانز-أوكسلي و مجلس مراقبة محاسبة الشركات العامة
أدى قانون ساربينز-أوكسلي لعام 2002، بصيغته المعدلة بموجب قانون دود-فرانك، إلى تغيير التسلسل الهرمي لمبادئ ومعايير التدقيق المقبولة عمومًا. وينص التشريع على أن مجلس مراقبة محاسبة الشركات العامة الجديد (PCAOB) ولجنة الأوراق المالية (SEC) لهما الآن السلطة النهائية على تنظيم مراجعة الحسابات ومعايير الممارسات المهنية للمراجعين العامين لمراجعة حسابات الشركات العامة، والتي يشار إليها أيضًا باسم "المصدرين".كان مطلوبًا من المحاسبين العموميين والشركات التي تقوم بمراجعة حسابات الشركات العامة التسجيل لدى PCAOB واتباع جميع المعايير والمبادئ والقواعد والتفسيرات الصادرة عن PCAOB فيما يتعلق بعمليات تدقيق الشركات العامة وتقارير التدقيق، فضلاً عن التصديق ومراقبة الجودة. اعتمد PCAOB معايير التدقيق والشهادة الخاصة بـ لجنة المعايير المحاسبية كقواعد تدقيق مؤقتة في عام 2003.
قام المعهد الأمريكي للمحاسبين القانونيين المعتمدين بعد ذلك بتغيير تسمية السلطة الرائدة في وضع مجلس معايير التدقيق (قاس) في فبراير 2004. وقد عينت PCAOB كهيئة رسمية لـمجلس معايير التدقيق المتعلقة بالشركات العامة، في حين تم تعيين لجنة المعايير المحاسبية للشركات غير العامة.

## عضوية مجلس الإدارة الحالية
يتكون مجلس معايير التدقيق من 19 عضوًا (انظر الجدول الخاص بأعضاء مجلس الإدارة الحاليين)،  يتم ترشيح كل منهم من قبل مدير موظفي معايير التدقيق والتصديق في AICPA ويتم اعتمادهم من قبل مجلس إدارة AICPA. لدى مجلس الإدارة رئيس لتوجيه اجتماعات المجلس ووضع الإجراءات واللجان الفرعية وأداء مهام أخرى مماثلة بالتعاون مع المدير. لضمان تمثيل مختلف الصناعات والقطاعات، قامت AICPA بحجز ترشيحات لقطاعات الصناعة المختلفة كجزء من سياسات التشغيل الخاصة بها:
- 5 مقاعد لشركات المحاسبة العامة على المستوى المحلي أو الإقليمي أو الوطني، ولكن لا تعتبر جزءاً من "الشركات الأربعة الكبرى في المحاسبة"
- 4 مقاعد لشركات الحسابات الأربعة الكبرى
- 5 مقاعد لممثلي الرابطة الوطنية لمجلسات المحاسبة الدولية (NASBA) ، بما في ذلك الأعضاء الحاليين والسابقين في مجلسات المحاسبات الدولية.
- 5 مقاعد للمحاسبين العامين الآخرين وأعضاء مجلس الإدارة العاملة في مجال الإحصاءات والإحصاءات المالية (أي القطاع الخاص). عادة ما تحفظ AICPA واحدة من هذه للأشخاص داخل المجتمع الأكاديمي والآخر لموظف حكومي أو مدقق حكومي أو ممثل مماثل.

يخدم أعضاء مجلس الإدارة لمدة عام واحد، وبعد ذلك يتم تقييمهم من قبل AICPA لأدائهم، ويمكن بعد ذلك إعادة تعيينهم لمدة تصل إلى 3 فترات مدة كل منها سنة واحدة، أو فصلهم من قبل AICPA. يجوز لـ AICPA تمديد مدة الخدمة إذا كان العضو، على سبيل المثال، يعمل في مشروع طويل الأجل وتعتقد AICPA أن هذه المشاركة ضرورية لإكمال المشروع.

## اجتماعات لجنة المعايير المحاسبية
تُناقش البيانات المقترحة من قِبل لجنة المعايير المحاسبية داخل عضوية اللجنة والمعهد الأمريكي للمحاسبين المعتمدين ومع الجمهور العام. تجتمع لجنة المعايير المحاسبية بشكل دوري لمناقشة قضايا المراجعة وإعداد وصياغة مقترحات البيانات، وتعقد أحيانًا جلسات عامة1. يجتمع لجنة المعايير المحاسبية بشكل دوري لمناقشة قضايا التدقيق وإعداد وصياغة مقترحات النطق، ويعقد أحيانًا جلسات استماع عامة. تعتبر الاجتماعات غير رسمية (لا توجد مجموعة من القواعد الرسمية) لتشجيع المداولات المفتوحة بين أعضائها. المسائل التي تؤثر على المصلحة العامة، مثل مقترحات SAS الجديدة، مفتوحة للجمهور. يتم إنشاء الاجتماعات وجلسات الاستماع من قبل رئيس لجنة المعايير المحاسبية، مع طباعة الإشعارات العامة وأبرز الاجتماعات والملخصات في خطاب CPA، وعلى موقع AICPA الإلكتروني. يتكون النصاب القانوني من أغلبية أعضاء لجنة المعايير المحاسبية أو ممثليهم، وعادة ما يتم دعوة الأعضاء الآخرين في AICPA أيضًا.
تتم مناقشة التصريحات المقترحة في اجتماعات لجنة المعايير المحاسبية ، ويجب على أعضاء مجلس الإدارة التصويت قبل إصدار مسودة اقتراح (تسمى "مسودة العرض") أو النسخة النهائية للجمهور مع تأييد ثلثي أعضاء لجنة المعايير المحاسبية. يتم تضمين نتائج التصويت في أبرز ما تم نشره من الاجتماع، ويجوز لأي عضو في لجنة المعايير المحاسبية يعارض إصدار بيان أن يطلب إدراج أسباب المعارضة في مسودة العرض أو البيان النهائي.